# Макки, Франсуаза
Франсуаза Макки (фр. Françoise Macchi; род. 12 июля 1951, Ле-Шени) — французская горнолыжница, выступавшая в слаломе, гигантском слаломе и скоростном спуске. Представляла сборную Франции по горнолыжному спорту в 1968—1972 годах, чемпионка мира, победительница 10 этапов Кубка мира, обладательница малого Хрустального глобуса, бронзовая призёрка чемпионата мира, чемпионка французского национального первенства.

## Биография
Франсуаза Макки родилась 12 июля 1951 года в муниципалитете Ле-Шени кантона Во, Швейцария. Проживала во Франции в коммуне Буа-д’Амон.
В 1968 году вошла в основной состав французской национальной сборной и дебютировала в Кубке мира. В следующем сезоне к ней пришли первые победы, в частности победа в гигантском слаломе на домашнем этапе в Валь-д’Изере.
Наиболее успешным сезоном в спортивной карьере Макки оказался сезон 1969/70, когда она одержала победу на трёх этапах Кубка мира и завоевала малый Хрустальный глобус в программе гигантского слалома. Кроме того, побывала на чемпионате мира в Валь-Гардене, откуда привезла награду бронзового достоинства, выигранную в гигантском слаломе — пропустила вперёд только канадку Бетси Клиффорд и соотечественницу Ингрид Лаффорг.
В сезоне 1970/71 добавила в послужной список ещё две золотые медали этапов Кубка мира, стала третьей в итоговом зачёте скоростного спуска.
Год спустя в ходе сезона 1971/72 выиграла четыре этапа мирового кубка, подтвердив статус одной из сильнейших горнолыжниц мира. На тот момент она уже 20 раз поднималась на подиум этапов Кубка мира в разных дисциплинах, в том числе в общем зачёте дважды располагалась на второй строке. Является, помимо всего прочего, чемпионкой Франции в зачёте гигантского слалома.
Находясь в числе лидеров горнолыжной команды Франции, Франсуаза Макки благополучно прошла отбор на зимние Олимпийские игры в Саппоро, однако незадолго до начала соревнований получила серьёзные травмы и вынуждена была завершить карьеру спортсменки.
Впоследствии вышла замуж за французского горнолыжника Жан-Ноэля Ожера, чемпиона мира 1970 года в слаломе. Вместе с семьёй проживала в коммуне Шатель, Верхняя Савойя, где занималась управлением собственным магазином одежды и рестораном. Её племянник Жан-Пьер Видаль тоже стал достаточно известным горнолыжником, побеждал на Олимпийских играх 2002 года.